# Halodiplosis noxia
Halodiplosis noxia är en tvåvingeart som först beskrevs av Marikovskij 1955.  Halodiplosis noxia ingår i släktet Halodiplosis och familjen gallmyggor. Inga underarter finns listade i Catalogue of Life.